# محمد ابراهیم‌اف
محمد ادریسوویچ ابراهیم‌اف (روسی: Магомед Идрисович Ибрагимов) ورزشکار مرد رشتهٔ کشتی آزاد متولد ۸ ژوئیهٔ ۱۹۸۵ در کشور روسیه است. او در مسابقات بین‌المللی تا سال ۲۰۱۴ برای روسیه کشتی می‌گرفت اما از سال ۲۰۱۶ به تیم ملی ازبکستان پیوست. هم‌چنین وی با پرچم ازبکستان در سال ۲۰۱۶ میلادی در بازی‌های المپیک ریو مدال برنز وزن ۹۷ کیلو این مسابقات را کسب کرد؛  وی سابقه حضور در المپیک ۲۰۲۰ توکیو را دارد.

## المپیک ۲۰۱۶ ریو
ابراهیم‌اف در سال ۲۰۱۶ میلادی در المپیک ریو در وزن ۹۷ کیلوگرم کشتی آزاد حاضر بود که در دور اول و دوم بدوپاسا بوآساد از گینه و سوسو تامارائو از نیجریه را شکست داد اما در دور بعد به ختاگ گازیموف کشتی‌گیر آذربایجان باخت و با توجه به حضور این کشتی‌گیر در فینال، به دیدار شانس مجدد رفت. او در اولین دیدار خود در مرحله شانس مجدد رضا یزدانی از ایران را شکست داد و به دیدار رده‌بندی راه یافت. وی در این دیدار والری آندریتسوف از اوکراین را شکست داد و به مدال برنز رسید.